# 200 metros
Los 200 metros lisos o 200 metros planos es una prueba de velocidad del atletismo actual, que se inicia en la curva de la pista inmediatamente anterior a la recta de meta, lo que implica que los atletas no se sitúan en la salida a la misma altura, ya que de otro modo los corredores situados más hacia el exterior recorrerían una distancia superior.
Las carreras disputadas con un viento mayor a 2,0 m/s (metros por segundo) no son aceptables para propósitos de récords de acuerdo a reglas de la (IAAF).

## Historia

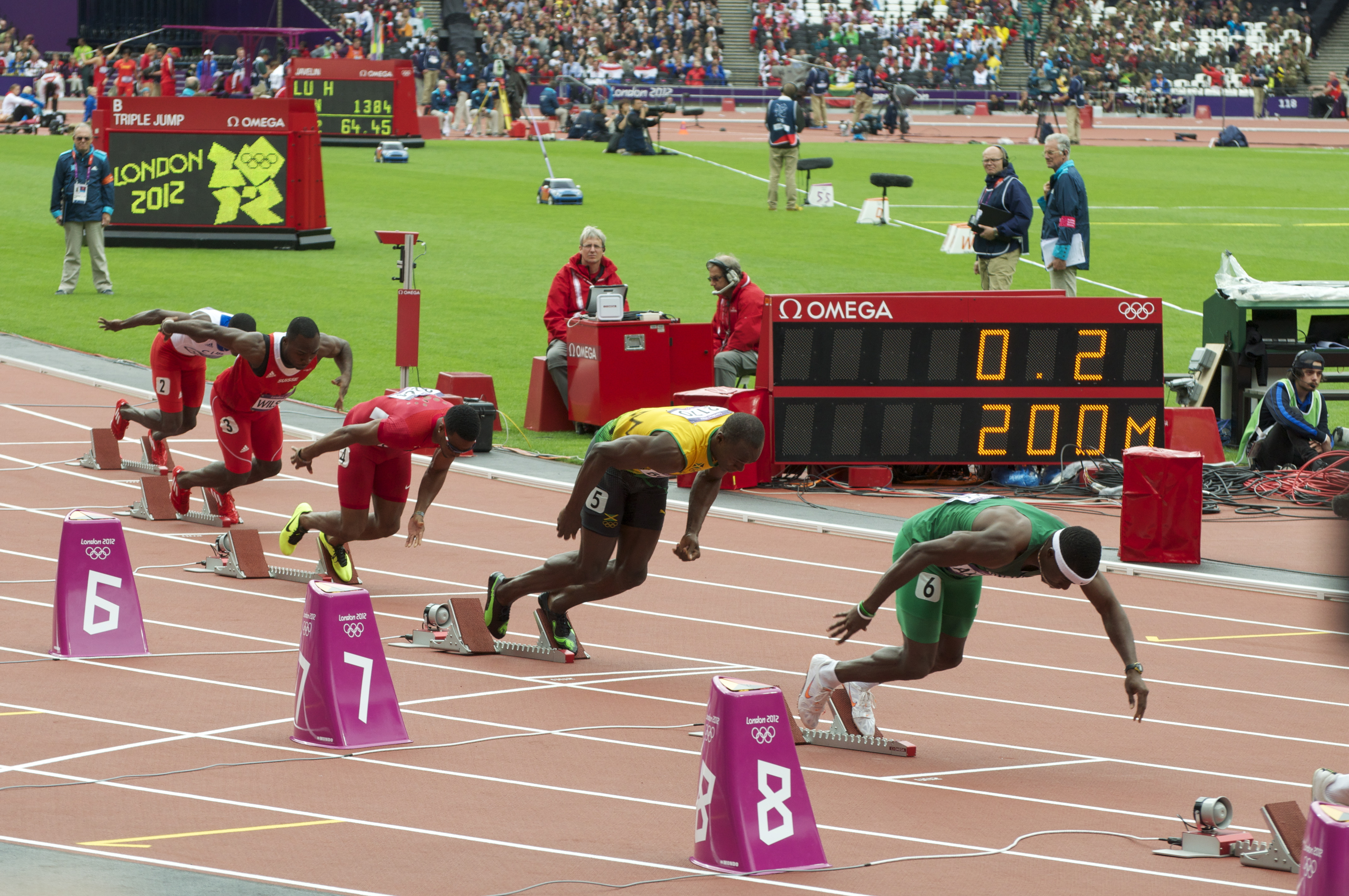
Clasificatorias en los Juegos Olímpicos de Londres 2012.

Aunque tal vez formaron parte del programa de Atletismo en los Juegos Olímpicos en su primera edición de Atenas 1896, probablemente es la más antigua de las pruebas atléticas ya que formaba parte de los eventos que se disputaban en los Juegos olímpicos en la antigüedad.
En la primera edición de esos juegos, celebrados en 776 a. C., una de las pruebas consistía en recorrer el estadio, lo que suponía una distancia de 600 pies griegos equivalentes a 192 metros. En aquel evento resultó ganador Korebos de Elis.
En los Estados Unidos esta prueba se corría en línea recta hasta que la Asociación Internacional de Federaciones de Atletismo (IAAF), para unificar criterios, estableció, en 1958, que la misma debía realizarse en una pista de 400 metros, lo que supuso que los cien primeros metros debían realizarse en la curva del estadio.
Algunas pistas no están elaboradas de asfalto como la primera capa, le sigue una capa de elastomero y finalmente, se aplica una capa granuladas que ayuda a evitar los deslizamientos.
Esta prueba realizó su debut en los Juegos Olímpicos en Paris 1900 en su modalidad masculina, mientras que la modalidad femenil debutaría hasta los Juegos de Londres 1948. La carrera atrae a corredores de otras pruebas, principalmente de los 100 metros, que desean hacer el doblete y conseguir ambos títulos. Esta hazaña ha sido lograda por hombres once veces en los Juegos Olímpicos: por Archie Hahn en 1904, Ralph Craig en 1912, Percy Williams en 1928, Eddie Tolan en 1932, Jesse Owens en 1936, Bobby Morrow en 1956, Valeriy Borzov en 1972, Carl Lewis en 1984, y más recientemente por el jamaiquino Usain Bolt en 2008, 2012 y 2016. El doblete ha sido logrado por mujeres ocho veces: por Fanny Blankers-Koen en 1948, Marjorie Jackson en 1952, Betty Cuthbert en 1956, Wilma Rudolph en 1960, Renate Stecher en 1972, Florence Griffith-Joyner en 1988 y Elaine Thompson-Herah en 2016 y 2021. Marion Jones ganó ambas carreras en Sídney 2000, pero luego fue descalificada y despojada de sus medallas después de admitir que había consumido drogas para mejorar el rendimiento. 
Valerie Brisco-Hooks logró por primera vez un doblete olímpico de 200 m y 400 metros en 1984, y luego lo lograron Michael Johnson de los Estados Unidos y Marie-José Pérec de Francia, ambos en 1996. 
Usain Bolt es el único hombre que ha repetido como campeón olímpico (2008, 2012 y 2016), Bärbel Wöckel (de soltera Eckert), Veronica Campbell-Brown y Elaine Thompson-Herah son las tres mujeres que han repetido como campeonas olímpicas.
El poseedor del récord mundial masculino es Usain Bolt de Jamaica, quien corrió los 200 metros en 19,19 segundos en el Campeonato Mundial de Berlín 2009. El poseedor del récord mundial y olímpico femenino es Florence Griffith-Joyner de los Estados Unidos, quien corrió los 200 metros en 21,34 segundos en los Juegos Olímpicos de Seúl 1988.

## Récords
- Actualizado a agosto de 2024
| Récord                | Categoría | Marca (s) | Atleta                   | País           | Lugar            | Fecha                    |
| --------------------- | --------- | --------- | ------------------------ | -------------- | ---------------- | ------------------------ |
| Mundial               | Hombres   | 19,19     | Usain Bolt               | Jamaica        | Berlín           | 20 de agosto de 2009     |
| Mundial               | Mujeres   | 21,34     | Florence Griffith-Joyner | Estados Unidos | Seúl             | 29 de septiembre de 1988 |
| Olímpico              | Hombres   | 19,30     | Usain Bolt               | Jamaica        | Pekín            | 20 de agosto de 2008     |
| Olímpico              | Mujeres   | 21,34     | Florence Griffith-Joyner | Estados Unidos | Seúl             | 29 de septiembre de 1988 |
| Europeo               | Hombres   | 19,72     | Pietro Mennea            | Italia         | Ciudad de México | 12 de septiembre de 1979 |
| Europeo               | Mujeres   | 21,63     | Dafne Schippers          | Países Bajos   | Pekín            | 28 de agosto de 2015     |
| Norte y Centroamérica | Hombres   | 19,19     | Usain Bolt               | Jamaica        | Berlín           | 20 de agosto de 2009     |
| Norte y Centroamérica | Mujeres   | 21,34     | Florence Griffith-Joyner | Estados Unidos | Seúl             | 29 de septiembre de 1988 |
| Africano              | Hombres   | 19,46     | Letsile Tebogo           | Botsuana       | París            | 8 de agosto de 2024      |
| Africano              | Mujeres   | 21,78     | Christine Mboma          | Namibia        | Zürich           | 9 de septiembre de 2021  |
| Asiático              | Hombres   | 19,97     | Femi Ogunode             | Catar          | Bruselas         | 11 de septiembre de 2015 |
| Asiático              | Mujeres   | 22,01     | Xuemei Li                | China          | Shanghái         | 22 de octubre de 1997    |
| Oceánico              | Hombres   | 20,06     | Peter Norman             | Australia      | Ciudad de México | 16 de octubre de 1968    |
| Oceánico              | Mujeres   | 22,23     | Melinda Gainsford-Taylor | Australia      | Stuttgart        | 13 de julio de 1997      |
| Sudamericano          | Hombres   | 19,81     | Alonso Edward            | Panamá         | Berlín           | 20 de agosto de 2009     |
| Sudamericano          | Mujeres   | 22,48     | Ana Cláudia Lemos        | Brasil         | São Paulo        | 6 de agosto de 2011      |

## Evolución del récord mundial
- Registros medidos electrónicamente por World Athletics.

### Masculino

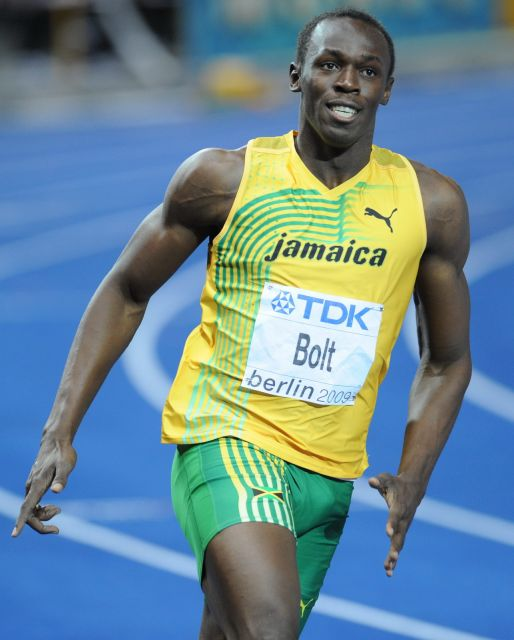
Usain Bolt en Berlín 2009.

- Detalles ver: Progresión plusmarca mundial 200 m lisos masculino
| Tiempo (s) | Atleta          | Nacionalidad   | Lugar de la carrera      | Fecha                    |
| ---------- | --------------- | -------------- | ------------------------ | ------------------------ |
| 19,83      | Tommie Smith    | Estados Unidos | Ciudad de México, México | 16 de octubre de 1968    |
| 19,72      | Pietro Mennea   | Italia         | Ciudad de México, México | 12 de septiembre de 1979 |
| 19,66      | Michael Johnson | Estados Unidos | Atlanta, Estados Unidos  | 23 de junio de 1996      |
| 19,32      | Michael Johnson | Estados Unidos | Atlanta, Estados Unidos  | 1 de agosto de 1996      |
| 19,30      | Usain Bolt      | Jamaica        | Pekín, China             | 20 de agosto de 2008     |
| 19,19      | Usain Bolt      | Jamaica        | Berlín, Alemania         | 20 de agosto de 2009     |

### Femenino

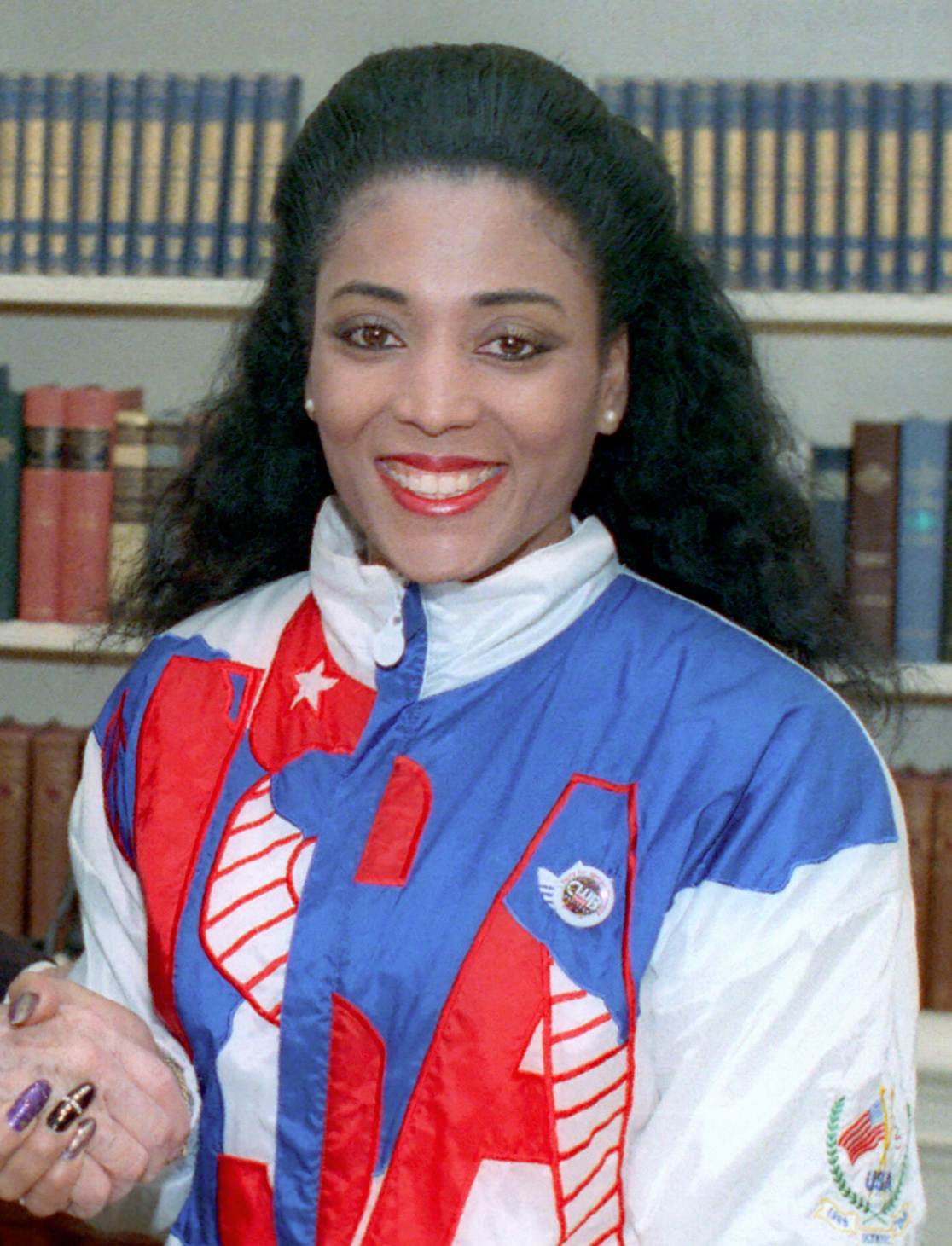
Florence Griffith Joyner.

| Tiempo | Atleta                   | Nacionalidad      | Lugar                | Fecha                    |
| ------ | ------------------------ | ----------------- | -------------------- | ------------------------ |
| 22.21  | Irena Szewińska          | Polonia           | Potsdam, RDA         | 13 de junio de 1974      |
| 22.06  | Marita Koch              | Alemania Oriental | Erfurt, RDA          | 28 de mayo de 1978       |
| 22.02  | Marita Koch              | Alemania Oriental | Leipzig, RDA         | 3 de junio de 1979       |
| 21.71  | Marita Koch              | Alemania Oriental | Karl Marx Stadt, RDA | 10 de junio de 1979      |
| 21.71  | Marita Koch              | Alemania Oriental | Potsdam, RDA         | 21 de julio de 1984      |
| 21.71  | Heike Drechsler          | Alemania Oriental | Jena, RDA            | 29 de junio de 1986      |
| 21.71  | Heike Drechsler          | Alemania Oriental | Stuttgart, RFA       | 29 de agosto de 1986     |
| 21.56  | Florence Griffith-Joyner | Estados Unidos    | Seúl, Corea del Sur  | 29 de septiembre de 1988 |
| 21.34  | Florence Griffith-Joyner | Estados Unidos    | Seúl, Corea del Sur  | 29 de septiembre de 1988 |

## Los 20 atletas más rápidos de todos los tiempos

### Categoría masculina
Actualizado a septiembre de 2024
| Ranking | Marca (s) | Atleta             | País           | Fecha                    | Lugar             |
| ------- | --------- | ------------------ | -------------- | ------------------------ | ----------------- |
| 1       | 19,19     | Usain Bolt         | Jamaica        | 20 de agosto de 2009     | Berlín            |
| 2       | 19,26     | Yohan Blake        | Jamaica        | 16 de septiembre de 2011 | Bruselas          |
| 3       | 19,31     | Noah Lyles         | Estados Unidos | 21 de julio de 2022      | Eugene            |
| 4       | 19,32     | Michael Johnson    | Estados Unidos | 1 de agosto de 1996      | Atlanta           |
| 5       | 19,46     | Letsile Tebogo     | Botsuana       | 8 de agosto de 2024      | Paris (Francia)   |
| 6       | 19,49     | Erriyon Knighton   | Estados Unidos | 30 de abril de 2022      | Baton Rouge       |
| 7       | 19.53     | Walter Dix         | Estados Unidos | 16 September 2011        | Bruselas          |
| 8       | 19.57     | Justin Gatlin      | Estados Unidos | 28 de junio de 2015      | Eugene            |
| --      | 19.57     | Kenneth Bednarek   | Estados Unidos | 5 de septiembre de 2024  | Zurich            |
| 10      | 19.58     | Tyson Gay          | Estados Unidos | 30 de mayo de 2009       | Nueva York        |
| 11      | 19.62     | Andre de Grasse    | Canadá         | 4 de agosto de 2021      | Tokio             |
| 12      | 19.63     | Xavier Carter      | Estados Unidos | 11 de julio de 2006      | Lausana           |
| --      | 19.63     | Reynier Mena       | Cuba           | 3 de julio de 2022       | La Chaux-de-Fonds |
| 14      | 19.65     | Wallace Spearmon   | Estados Unidos | 28 de septiembre de 2006 | Daegu             |
| 15      | 19.68     | Frankie Fredericks | Namibia        | 1 de agosto de 1996      | Atlanta           |
| 16      | 19.69     | Clarence Munyai    | Sudáfrica      | 16 de marzo de 2018      | Pretoria          |
| 17      | 19.70     | Michael Norman     | Estados Unidos | 6 de junio de 2019       | Roma              |
| 18      | 19.71     | Courtney Lindsey   | Estados Unidos | 20 de abril de 2024      | Nairobi           |
| 19      | 19.72     | Pietro Mennea      | Italia         | 12 de septiembre de 1979 | Ciudad de México  |
| 20      | 19.73     | Michael Marsh      | Estados Unidos | 5 de agosto de 1992      | Barcelona         |
| --      | 19.73     | Divine Oduduru     | Nigeria        | 7 de junio de 2019       | Austin            |
| --      | 19.73     | Zharnel Hughes     | Reino Unido    | 23 de julio de 2023      | Londres           |

### Categoría femenina
Actualizado a 29 de septiembre de 2024
| Ranking | Marca (s) | Atleta                   | País              | Fecha                    | Lugar         |
| ------- | --------- | ------------------------ | ----------------- | ------------------------ | ------------- |
| 1       | 21,34     | Florence Griffith-Joyner | Estados Unidos    | 29 de septiembre de 1988 | Seúl          |
| 2       | 21,41     | Shericka Jackson         | Jamaica           | 25 de agosto de 2023     | Budapest      |
| 3       | 21,53     | Elaine Thompson-Herah    | Jamaica           | 3 de agosto de 2021      | Tokio         |
| 4       | 21,61     | Gabrielle Thomas         | Estados Unidos    | 26 de junio de 2021      | Eugene        |
| 5       | 21,62     | Marion Jones             | Estados Unidos    | 11 de septiembre de 1998 | Johannesburgo |
| 6       | 21,63     | Dafne Schippers          | Países Bajos      | 28 de agosto de 2015     | Pekín         |
| 7       | 21,64     | Merlene Ottey            | Jamaica           | 13 de septiembre de 1991 | Bruselas      |
| 8       | 21,69     | Allyson Felix            | Estados Unidos    | 30 de junio de 2012      | Eugene        |
| 9       | 21,71     | Marita Koch              | Alemania Oriental | 10 de junio de 1979      | Chemnitz      |
| 9       | 21,71     | Heike Drechsler          | Alemania Oriental | 29 de junio de 1986      | Jena          |
| 11      | 21,72     | Grace Jackson            | Jamaica           | 29 de septiembre de 1988 | Seúl          |
| 11      | 21,72     | Gwen Torrence            | Estados Unidos    | 15 de agosto de 1992     | Barcelona     |
| 13      | 21.74     | Marlies Göhr             | Alemania Oriental | 3 de junio de 1984       | Erfurt        |
| 13      | 21.74     | Silke Möller             | Alemania Oriental | 3 de septiembre de 1987  | Roma          |
| 13      | 21.74     | Veronica Campbell-Brown  | Jamaica           | 21 de agosto de 2008     | Beijing       |
| 13      | 21.74     | Shaunae Miller-Uibo      | Bahamas           | 29 de agosto de 2019     | Zürich        |
| 18      | 21.75     | Juliet Cuthbert          | Jamaica           | 5 de agosto de 1992      | Barcelona     |
| 19      | 21.77     | Inger Miller             | Estados Unidos    | 27 de agosto de 1999     | Sevilla       |
| 19      | 21.77     | Tori Bowie               | Estados Unidos    | 27 de mayo de 2017       | Eugene        |
| 19      | 21.77     | Abby Steiner             | Estados Unidos    | 26 de junio de 2022      | Eugene        |

## Campeones olímpicos

### Masculino
Para detalles ver: Anexo:Medallistas olímpicos en atletismo (200 metros lisos masculinos).
| Edición             | Oro                                      | Plata                              | Bronce                            |
| ------------------- | ---------------------------------------- | ---------------------------------- | --------------------------------- |
| París 1900          | John Tewksbury (22,2) · Estados Unidos   | Norman Pritchard · India           | Stanley Rowley · Australia        |
| San Luis 1904       | Archie Hahn (21,6) · Estados Unidos      | Nate Cartmell · Estados Unidos     | William Hogenson · Estados Unidos |
| Londres 1908        | Robert Kerr (22,6) · Canadá              | Robert Cloughen · Estados Unidos   | Nate Cartmell · Estados Unidos    |
| Estocolmo 1912      | Ralph Craig (21,7) · Estados Unidos      | Donald Lippincott · Estados Unidos | William Applegarth · Reino Unido  |
| Amberes 1920        | Allen Woodring (22,0) · Estados Unidos   | Charles Paddock · Estados Unidos   | Harry Edward · Reino Unido        |
| París 1924          | Jackson Scholz (21,6) · Estados Unidos   | Charles Paddock · Estados Unidos   | Eric Liddell · Reino Unido        |
| Ámsterdam 1928      | Percy Williams (21,8) · Canadá           | Walter Rangeley · Reino Unido      | Helmut Körnig · Alemania          |
| Los Ángeles 1932    | Eddie Tolan (21,2) · Estados Unidos      | George Simpson · Estados Unidos    | Ralph Metcalfe · Estados Unidos   |
| Berlín 1936         | Jesse Owens (20,7) · Estados Unidos      | Matthew Robinson · Estados Unidos  | Martinus Osendarp · Países Bajos  |
| Londres 1948        | Mel Patton (21,1) · Estados Unidos       | Barney Ewell · Estados Unidos      | Lloyd LaBeach · Panamá            |
| Helsinki 1952       | Andy Stanfield (20,7) · Estados Unidos   | Thane Baker · Estados Unidos       | James Gathers · Estados Unidos    |
| Melbourne 1956      | Bobby Joe Morrow (20,6) · Estados Unidos | Andy Stanfield · Estados Unidos    | Thane Baker · Estados Unidos      |
| Roma 1960           | Livio Berruti (20,5) · Italia            | Lester Carney · Estados Unidos     | Abdoulaye Seye · Francia          |
| Tokio 1964          | Henry Carr (20,3) · Estados Unidos       | Paul Drayton · Estados Unidos      | Edwin Roberts · Trinidad y Tobago |
| México 1968         | Tommie Smith (19,83) · Estados Unidos    | Peter Norman · Australia           | John Carlos · Estados Unidos      |
| Múnich 1972         | Valeri Borzov (20,00) · Unión Soviética  | Larry Black · Estados Unidos       | Pietro Mennea · Italia            |
| Montreal 1976       | Don Quarrie (20,23) · Jamaica            | Millard Hampton · Estados Unidos   | Dwayne Evans · Estados Unidos     |
| Moscú 1980          | Pietro Mennea (20,19) · Italia           | Allan Wells · Reino Unido          | Don Quarrie · Jamaica             |
| Los Ángeles 1984    | Carl Lewis (19,80) · Estados Unidos      | Kirk Baptiste · Estados Unidos     | Thomas Jefferson · Estados Unidos |
| Seúl 1988           | Joe DeLoach (19,75) · Estados Unidos     | Carl Lewis · Estados Unidos        | Robson Da Silva · Brasil          |
| Barcelona 1992      | Michael Marsh (20,01) · Estados Unidos   | Frankie Fredericks · Namibia       | Michael Bates · Estados Unidos    |
| Atlanta 1996        | Michael Johnson (19,32) · Estados Unidos | Frankie Fredericks · Namibia       | Ato Boldon · Trinidad y Tobago    |
| Sídney 2000         | Konstantinos Kenteris (20,09) · Grecia   | Darren Campbell · Reino Unido      | Ato Boldon · Trinidad y Tobago    |
| Atenas 2004         | Shawn Crawford (19,79) · Estados Unidos  | Bernard Williams · Estados Unidos  | Justin Gatlin · Estados Unidos    |
| Pekín 2008          | Usain Bolt (19,30 ) · Jamaica            | Shawn Crawford · Estados Unidos    | Walter Dix · Estados Unidos       |
| Londres 2012        | Usain Bolt (19,32) · Jamaica             | Yohan Blake · Jamaica              | Warren Weir · Jamaica             |
| Río de Janeiro 2016 | Usain Bolt (19,78) · Jamaica             | Andre De Grasse · Canadá           | Christophe Lemaitre · Francia     |
| Tokio 2020          | Andre De Grasse (19,62) · Canadá         | Kenneth Bednarek · Estados Unidos  | Noah Lyles · Estados Unidos       |
| París 2024          | Letsile Tebogo (19,46) · Botsuana        | Kenneth Bednarek · Estados Unidos  | Noah Lyles · Estados Unidos       |

### Femenino
| Edición             | Oro                                                | Plata                                      | Bronce                               |
| ------------------- | -------------------------------------------------- | ------------------------------------------ | ------------------------------------ |
| Londres 1948        | Fanny Blankers-Koen (24,4) · Países Bajos          | Audrey Williamson · Reino Unido            | Audrey Patterson · Estados Unidos    |
| Helsinki 1952       | Marjorie Jackson (23,7) · Australia                | Bertha Brouwer · Países Bajos              | Nadeschda Chnykina · Unión Soviética |
| Melbourne 1956      | Betty Cuthbert (23,55) · Australia                 | Christa Stubnick · Equipo Alemán Unificado | Marlene Mathews · Australia          |
| Roma 1960           | Wilma Rudolph (24,0) · Estados Unidos              | Jutta Heine · Equipo Alemán Unificado      | Dorothy Hyman · Reino Unido          |
| Tokio 1964          | Edith McGuire (23,0) · Estados Unidos              | Irena Szewinska · Polonia                  | Marilyn Black · Australia            |
| México 1968         | Irena Szewinska (22,5) · Polonia                   | Raelene Boyle · Australia                  | Jennifer Lamy · Australia            |
| Múnich 1972         | Renate Stecher (22,40) · Alemania Oriental         | Raelene Boyle · Australia                  | Irena Szewinska · Polonia            |
| Montreal 1976       | Bärbel Eckert (22,37) · Alemania Oriental          | Annegret Richter · Alemania Occidental     | Renate Stecher · Alemania Oriental   |
| Moscú 1980          | Bärbel Wöckel (22,19) · Alemania Oriental          | Natalja Botschina · Unión Soviética        | Merlene Ottey · Jamaica              |
| Los Ángeles 1984    | Valerie Brisco-Hooks (21,81) · Estados Unidos      | Florence Griffith-Joyner · Estados Unidos  | Merlene Ottey · Jamaica              |
| Seúl 1988           | Florence Griffith-Joyner (21,34 ) · Estados Unidos | Grace Jackson · Jamaica                    | Heike Drechsler · Alemania Oriental  |
| Barcelona 1992      | Gwen Torrence (21,81) · Estados Unidos             | Juliet Cuthbert · Jamaica                  | Merlene Ottey · Jamaica              |
| Atlanta 1996        | Marie-José Pérec (22,12) · Francia                 | Merlene Ottey · Jamaica                    | Mary Onyali · Nigeria                |
| Sídney 2000         | Pauline Davis-Thompson (22.27) · Bahamas           | Susanthika Jayasinghe · Sri Lanka          | Beverly McDonald · Jamaica           |
| Atenas 2004         | Veronica Campbell (22,05) · Jamaica                | Allyson Felix · Estados Unidos             | Debbie Ferguson · Bahamas            |
| Pekín 2008          | Veronica Campbell-Brown (21,74) · Jamaica          | Allyson Felix · Estados Unidos             | Kerron Stewart · Jamaica             |
| Londres 2012        | Allyson Felix (21,88) · Estados Unidos             | Shelly-Ann Fraser-Pryce · Jamaica          | Carmelita Jeter · Estados Unidos     |
| Río de Janeiro 2016 | Elaine Thompson (21,78) · Jamaica                  | Dafne Schippers · Países Bajos             | Tori Bowie · Estados Unidos          |
| Tokio 2020          | Elaine Thompson-Herah (21,53) · Jamaica            | Christine Mboma · Namibia                  | Gabrielle Thomas · Estados Unidos    |
| París 2024          | Gabrielle Thomas (21,83) · Estados Unidos          | Julien Alfred · Santa Lucía                | Brittany Brown · Estados Unidos      |

## Campeones mundiales
- Ganadores en el Campeonato Mundial de Atletismo.

### Masculino
| Edición         | Oro                   | Plata                | Bronce                     |
| --------------- | --------------------- | -------------------- | -------------------------- |
| Helsinki 1983   | Calvin Smith          | Elliott Quow         | Pietro Mennea              |
| Roma 1987       | Calvin Smith          | Gilles Quénéhervé    | John Regis                 |
| Tokio 1991      | Michael Johnson       | Frank Fredericks     | Atlee Mahorn               |
| Stuttgart 1993  | Frank Fredericks      | John Regis           | Carl Lewis                 |
| Gotemburgo 1995 | Michael Johnson       | Frank Fredericks     | Jeff Williams              |
| Atenas 1997     | Ato Boldon            | Frank Fredericks     | Claudinei da Silva         |
| Sevilla 1999    | Maurice Greene        | Claudinei da Silva   | Francis Obikwelu           |
| Edmonton 2001   | Konstantinos Kenteris | Christopher Williams | Kim Collins Shawn Crawford |
| París 2003      | John Capel            | Darvis Patton        | Shingo Suetsugu            |
| Helsinki 2005   | Justin Gatlin         | Wallace Spearmon     | John Capel                 |
| Osaka 2007      | Tyson Gay             | Usain Bolt           | Wallace Spearmon           |
| Berlín 2009     | Usain Bolt            | Alonso Edward        | Wallace Spearmon           |
| Daegu 2011      | Usain Bolt            | Walter Dix           | Christophe Lemaitre        |
| Moscú 2013      | Usain Bolt            | Warren Weir          | Curtis Mitchell            |
| Pekín 2015      | Usain Bolt            | Justin Gatlin        | Anaso Jobodwana            |
| Londres 2017    | Ramil Guliyev         | Wayde van Niekerk    | Jereem Richards            |
| Doha 2019       | Noah Lyles            | Andre De Grasse      | Álex Quiñónez              |
| Oregón 2022     | Noah Lyles            | Kenneth Bednarek     | Erriyon Knighton           |
| Budapest 2023   | Noah Lyles            | Erriyon Knighton     | Letsile Tebogo             |

### Femenino
| Edición         | Oro                      | Plata                    | Bronce                        |
| --------------- | ------------------------ | ------------------------ | ----------------------------- |
| Helsinki 1983   | Marita Koch              | Merlene Ottey            | Kathy Smallwood-Cook          |
| Roma 1987       | Silke Gladisch           | Florence Griffith-Joyner | Merlene Ottey                 |
| Tokio 1991      | Katrin Krabbe            | Gwen Torrence            | Merlene Ottey                 |
| Stuttgart 1993  | Merlene Ottey            | Gwen Torrence            | Irina Privalova               |
| Gotemburgo 1995 | Merlene Ottey            | Irina Privalova          | Galina Malchugina             |
| Atenas 1997     | Zhanna Pintusevich-Block | Susanthika Jayasinghe    | Merlene Ottey                 |
| Sevilla 1999    | Inger Miller             | Beverly McDonald         | Andrea Philipp Merlene Frazer |
| Edmonton 2001   | Debbie Ferguson          | LaTasha Jenkins          | Cydonie Mothersille           |
| París 2003      | Anastasiya Kapachinskaya | Torri Edwards            | Muriel Hurtis                 |
| Helsinki 2005   | Allyson Felix            | Rachelle Boone-Smith     | Christine Arron               |
| Osaka 2007      | Allyson Felix            | Veronica Campbell-Brown  | Susanthika Jayasinghe         |
| Berlín 2009     | Allyson Felix            | Veronica Campbell-Brown  | Debbie Ferguson-McKenzie      |
| Daegu 2011      | Veronica Campbell-Brown  | Carmelita Jeter          | Allyson Felix                 |
| Moscú 2013      | Shelly-Ann Fraser-Pryce  | Murielle Ahouré          | Blessing Okagbare             |
| Pekín 2015      | Dafne Schippers          | Elaine Thompson          | Veronica Campbell-Brown       |
| Londres 2017    | Dafne Schippers          | Marie-Josée Ta Lou       | Shaunae Miller-Uibo           |
| Doha 2019       | Dina Asher-Smith         | Brittany Brown           | Mujinga Kambundji             |
| Oregón 2022     | Shericka Jackson         | Shelly-Ann Fraser-Pryce  | Dina Asher-Smith              |
| Budapest 2023   | Shericka Jackson         | Gabrielle Thomas         | Sha'Carri Richardson          |

## Mejores tiempos por temporada

### Hombres
| Año  | Tiempo  | Viento | Atleta                | Fecha                    | Lugar            |
| ---- | ------- | ------ | --------------------- | ------------------------ | ---------------- |
| 1966 | 20,14yh | +0,1   | Tommie Smith          | 11 de junio de 1966      | Sacramento       |
| 1967 | 20,14Ay | +0,9   | Tommie Smith          | 17 de junio de 1967      | Provo            |
| 1968 | 19,83A  | +0,9   | Tommie Smith          | 16 de octubre de 1968    | Ciudad de México |
| 1969 | 20,24Ah | +0,4   | John Carlos           | 12 de septiembre de 1969 | South Lake Tahoe |
| 1970 | 20,42yh | +0,3   | John Carlos           | 17 de marzo de 1970      | Melbourne        |
| 1971 | 19,86A  | +1,0   | Donald Quarrie        | 3 de agosto de 1971      | Cali             |
| 1972 | 20,00   | +0,0   | Valeriy Borzov        | 4 de septiembre de 1972  | Múnich           |
| 1973 | 20,33y  | +0,0   | Steve Williams        | 16 de junio de 1973      | Bakersfield      |
| 1974 | 20,06   | +0,4   | Donald Quarrie        | 16 de agosto de 1974     | Zúrich           |
| 1975 | 20,04h  | +1,3   | Donald Quarrie        | 7 de junio de 1975       | Eugene           |
| 1976 | 20,10   | +1,7   | Millard Hampton       | 22 de junio de 1976      | Eugene           |
| 1977 | 20,08A  | +0,1   | Silvio Leonard        | 12 de agosto de 1977     | Guadalajara      |
| 1978 | 20,03   | +1,6   | Clancy Edwards        | 29 de abril de 1978      | Westwood         |
| 1979 | 19,72A  | +1,8   | Pietro Mennea         | 12 de septiembre de 1979 | Ciudad de México |
| 1980 | 19,96   | +0,0   | Pietro Mennea         | 17 de agosto de 1980     | Barletta         |
| 1981 | 20,20   | +1,4   | James Sanford         | 10 de mayo de 1981       | Westwood         |
| 1982 | 20,15A  | +0,3   | Mike Miller           | 2 de junio de 1982       | Provo            |
| 1983 | 19,75   | +1,5   | Carl Lewis            | 19 de junio de 1983      | Indianápolis     |
| 1984 | 19,80   | -0,9   | Carl Lewis            | 8 de agosto de 1984      | Los Ángeles      |
| 1985 | 20,07   | +1,5   | Lorenzo Daniel        | 18 de mayo de 1985       | Starkville       |
| 1986 | 20,12   | +0,6   | Floyd Heard           | 7 de julio de 1986       | Moscú            |
| 1987 | 19,92   | +1,3   | Carl Lewis            | 4 de mayo de 1987        | Madrid           |
| 1988 | 19,75   | +1,7   | Joe DeLoach           | 28 de agosto de 1988     | Seúl             |
| 1989 | 19,96   | +0,4   | Robson da Silva       | 25 de agosto de 1977     | Bruselas         |
| 1990 | 19,85   | +0,4   | Michael Johnson       | 6 de julio de 1990       | Edimburgo        |
| 1991 | 19,88   | -0,9   | Michael Johnson       | 20 de septiembre de 1991 | Barcelona        |
| 1992 | 19,73   | -0,2   | Michael Marsh         | 5 de agosto de 1992      | Barcelona        |
| 1993 | 19,85   | +0,3   | Frank Fredericks      | 20 de agosto de 1993     | Stuttgart        |
| 1994 | 19,87A  | +1,8   | John Regis            | 31 de julio de 1994      | Sestriere        |
| 1995 | 19,79   | +0,5   | Michael Johnson       | 11 de agosto de 1995     | Gotemburgo       |
| 1996 | 19,32   | +0,4   | Michael Johnson       | 1 de agosto de 1996      | Atlanta          |
| 1997 | 19,77   | +0,7   | Ato Boldon            | 13 de julio de 1997      | Stuttgart        |
| 1998 | 19,88   | -0,4   | Ato Boldon            | 17 de junio de 1998      | Atenas           |
| 1999 | 19,84   | +1,7   | Francis Obikwelu      | 25 de agosto de 1999     | Sevilla          |
| 2000 | 19,71A  | +1,8   | Michael Johnson       | 18 de marzo de 2000      | Pietersburg      |
| 2001 | 19,88   | +0,1   | Joshua J. Johnson     | 24 de agosto de 2001     | Bruselas         |
| 2002 | 19,85A  | +0,0   | Shawn Crawford        | 12 de abril de 2002      | Pretoria         |
| 2002 | 19,85A  | -0,5   | Konstantinos Kenteris | 9 de agosto de 2002      | Múnich           |
| 2003 | 20,01   | +0,3   | Bernard Williams      | 11 de julio de 2003      | Roma             |
| 2004 | 19,79   | +1,2   | Shawn Crawford        | 26 de agosto de 2004     | Atenas           |
| 2005 | 19,89   | +1,8   | Wallace Spearmon      | 22 de julio de 2005      | Londres          |
| 2006 | 19,63   | +0,4   | Xavier Carter         | 11 de julio de 2006      | Lausana          |
| 2007 | 19,62   | -0,3   | Tyson Gay             | 24 de junio de 2007      | Indianápolis     |
| 2008 | 19,30   | -0,9   | Usain Bolt            | 20 de agosto de 2008     | Pekín            |
| 2009 | 19,19   | -0,3   | Usain Bolt            | 20 de agosto de 2009     | Berlín           |
| 2010 | 19,56   | -0,8   | Usain Bolt            | 1 de mayo de 2010        | Kingston         |
| 2011 | 19,26   | +0,7   | Yohan Blake           | 16 de septiembre de 2011 | Bruselas         |
| 2012 | 19,32   | +0,4   | Usain Bolt            | 9 de agosto de 2012      | Londres          |
| 2013 | 19,66   | +0,0   | Usain Bolt            | 17 de agosto de 2013     | Moscú            |
| 2014 | 19,68   | -0,5   | Justin Gatlin         | 18 de julio de 2014      | Mónaco           |
| 2015 | 19,55   | -0,1   | Usain Bolt            | 27 de agosto de 2015     | Pekín            |
| 2016 | 19.74   | +1.4   | Lashawn Merritt       | 8 de julio de 2016       | Eugene           |
| 2017 | 19.77   | 0.0    | Isaac Makwala         | 14 de julio de 2017      | Madrid           |
| 2018 | 19.65   | +0.9   | Noah Lyles            | 20 de julio de 2018      | Monaco           |
| 2019 | 19.50   | -0.1   | Noah Lyles            | 5 de julio de 2019       | Lausanne         |
| 2020 | 19.76   | +0.7   | Noah Lyles            | 14 de agosto de 2020     | Monaco           |
| 2021 | 19.74   | +0.3   | Noah Lyles            | 28 de junio de 2021      | Eugene           |
| 2022 | 19.31   | +0.4   | Noah Lyles            | 21 de julio de 2022      | Eugene           |

### Mujeres
| Año  | Tiempo | Viento | Atleta                   | Fecha                    | Lugar            |
| ---- | ------ | ------ | ------------------------ | ------------------------ | ---------------- |
| 1970 | 22,62  | +0,8   | Chi Cheng                | 12 de julio de 1970      | Múnich           |
| 1971 | 22,70  | +0,0   | Renate Stecher           | 13 de agosto de 1971     | Helsinki         |
| 1972 | 22,40  | +1,1   | Renate Stecher           | 7 de septiembre de 1972  | Múnich           |
| 1973 | 22,38  | +1,6   | Renate Stecher           | 21 de julio de 1973      | Dresde           |
| 1974 | 22,21  | +1,9   | Irena Szewinska          | 13 de junio de 1974      | Potsdam          |
| 1975 | 22,44  | N/A    | Renate Stecher           | 10 de agosto de 1975     | Potsdam          |
| 1976 | 22,37  | +0,0   | Bärbel Wöckel            | 24 de agosto de 1976     | Zúrich           |
| 1977 | 22,37  | +0,8   | Irena Szewinska          | 24 de agosto de 1977     | Zúrich           |
| 1978 | 22,06  | +1,2   | Marita Koch              | 28 de mayo de 1978       | Erfurt           |
| 1979 | 21,71  | +0,7   | Marita Koch              | 6 de junio de 1979       | Karl-Marx-Stadt  |
| 1980 | 22,01  | +0,6   | Bärbel Wöckel            | 18 de julio de 1980      | Cottbus          |
| 1981 | 21,84  | -1,1   | Evelyn Ashford           | 28 de agosto de 1981     | Bruselas         |
| 1982 | 21,76  | +0,3   | Marita Koch              | 3 de julio de 1982       | Dresde           |
| 1983 | 21,82  | +1,3   | Marita Koch              | 18 de junio de 1983      | Karl-Marx-Stadt  |
| 1984 | 21,71  | +0,3   | Marita Koch              | 21 de julio de 1984      | Potsdam          |
| 1985 | 21,78  | -1,3   | Marita Koch              | 11 de agosto de 1985     | Leipzig          |
| 1986 | 21,71  | +1,2   | Heike Drechsler          | 29 de junio de 1986      | Jena             |
| 1986 | 21,71  | -0,7   | Heike Drechsler          | 29 de agosto de 1986     | Stuttgart        |
| 1987 | 21,74  | +1,3   | Silke Möller             | 3 de septiembre de 1987  | Roma             |
| 1988 | 21,34  | +1,3   | Florence Griffith-Joyner | 29 de agosto de 1988     | Seúl             |
| 1989 | 22,04A | +0,7   | Dawn Sowell              | 2 de junio de 1989       | Provo            |
| 1990 | 21,66  | -1,0   | Merlene Ottey            | 15 de agosto de 1990     | Zúrich           |
| 1991 | 21,64  | +0,8   | Merlene Ottey            | 13 de septiembre de 1991 | Bruselas         |
| 1992 | 21,72  | -0,1   | Gwen Torrence            | 5 de agosto de 1992      | Barcelona        |
| 1993 | 21,77  | +1,0   | Merlene Ottey            | 7 de agosto de 1993      | Mónaco           |
| 1994 | 21,85  | -0,8   | Gwen Torrence            | 12 de agosto de 1994     | Durham           |
| 1995 | 21,77  | -0,3   | Gwen Torrence            | 18 de agosto de 1995     | Colonia          |
| 1996 | 22,07  | +0,4   | Marie-José Pérec         | 1 de agosto de 1996      | Atlanta          |
| 1996 | 22,07  | -0,1   | Mary Onyali              | 14 de agosto de 1996     | Zúrich           |
| 1997 | 21,76  | -0,8   | Marion Jones             | 13 de agosto de 1997     | Zúrich           |
| 1998 | 21,62A | -0,6   | Marion Jones             | 11 de septiembre de 1998 | Johannesburgo    |
| 1999 | 21,77  | +0,6   | Inger Miller             | 27 de agosto de 1999     | Sevilla          |
| 2000 | 21,94  | +1,8   | Marion Jones             | 23 de julio de 2000      | Sacramento       |
| 2001 | 22,39  | +1,8   | LaTasha Jenkins          | 23 de junio de 2001      | Eugene           |
| 2001 | 22,39  | -0,3   | Debbie Ferguson-McKenzie | 9 de agosto de 2001      | Edmonton         |
| 2002 | 22,20  | +0,0   | Debbie Ferguson-McKenzie | 29 de julio de 2002      | Mánchester       |
| 2003 | 22,11A | -0,5   | Allyson Felix            | 3 de mayo de 2003        | Ciudad de México |
| 2004 | 22,05  | +0,8   | Veronica Campbell-Brown  | 25 de agosto de 2004     | Atenas           |
| 2005 | 22,13  | +0,3   | Allyson Felix            | 26 de junio de 2005      | Carson           |
| 2006 | 22,00  | +1,3   | Sherone Simpson          | 25 de junio de 2001      | Kingston         |
| 2006 | 22,00  | -0,3   | Sherone Simpson          | 25 de julio de 2006      | Estocolmo        |
| 2007 | 21,81  | +1,7   | Allyson Felix            | 31 de agosto de 2007     | Osaka            |
| 2008 | 21,74  | +0,6   | Veronica Campbell-Brown  | 21 de agosto de 2008     | Pekín            |
| 2009 | 21,88  | +1,3   | Allyson Felix            | 31 de julio de 2009      | Estocolmo        |
| 2010 | 21,98  | +1,4   | Veronica Campbell-Brown  | 12 de junio de 2010      | Nueva York       |
| 2011 | 22,15  | +1,0   | Shalonda Solomon         | 26 de junio de 2011      | Eugene           |
| 2012 | 21,69  | +1,0   | Allyson Felix            | 30 de junio de 2012      | Eugene           |
| 2013 | 22,13  | +1,0   | Shelly-Ann Fraser-Pryce  | 23 de junio de 2013      | Kingston         |
| 2014 | 22,02  | +0,1   | Allyson Felix            | 5 de septiembre de 2014  | Bruselas         |
| 2015 | 21,63  | +0,2   | Dafne Schippers          | 28 de agosto de 2015     | Pekín            |
| 2016 | 21.78  | -0.1   | Elaine Thompson          | 17 de agosto de 2016     | Río de Janeiro   |
| 2017 | 21.77  | +1.5   | Tori Bowie               | 27 de mayo de 2017       | Eugene           |
| 2018 | 21.89  | +0.2   | Dina Asher-Smith         | 11 de agosto de 2018     | Berlín           |
| 2019 | 21.74  | -0.4   | Shaunae Miller-Uibo      | 29 de agosto de 2019     | Zürich           |
| 2020 | 21.98  | +2.0   | Shaunae Miller-Uibo      | 25 de julio de 2020      | Clermont         |
| 2021 | 21.53  | +0.8   | Elaine Thompson-Herah    | 3 de agosto de 2021      | Tokio            |
| 2022 | 21.45  | +0.6   | Shericka Jackson         | 21 de julio de 2022      | Eugene           |
| 2023 | 21.41  | +0.1   | Shericka Jackson         | 25 de agosto de 2023     | Budapest         |